# Rainbow
Rainbow (також відомий як Ritchie Blackmore's Rainbow або Blackmore's Rainbow) — британський хардрок гурт, сформований у Лондоні та Лос-Анджелесі в 1975 році гітаристом Річі Блекмором. Для співпраці Блекмор запросив учасників гурту Elf, але після виходу їхнього однойменного дебютного альбому Блекмор звільнив усіх музикантів, окрім вокаліста Ронні Джеймса Діо, з яким було записано ще два альбоми — Rising (1976) і Long Live Rock 'n' Roll (1978), після чого Діо покидає Rainbow і приєднується до Black Sabbath.
Рання творчість Rainbow в основному включала містичну лірику і елементи неокласичного металу, але після звільнення Діо, пішла до більш попрок орієнтованого напрямку. У 1979 році до них приєдналися троє британських музикантів — співак Грем Боннет, клавішник Дон Ейрі та колишній басист Deep Purple Роджер Гловер — цей склад забезпечив гурту комерційний прорив із синглом з четвертого студійного альбому групи Down to Earth - «Since You Been Gone». Разом з Джо Лінном Тернером, який замінив Боннета в 1980 році, Rainbow записали ще три альбоми — Difficult to Cure (1981), Straight Between the Eyes (1982) і Bent Out of Shape (1983) — вони мали комерційний успіх, як і попередні альбоми гурту. Після розпаду в 1984 році, Блекмор реформував Rainbow у 1993 році з новим складом, на чолі з вокалістом Дугі Вайтом, з яким було записано восьмий і останній студійний альбом гурту на сьогоднішній день - Stranger in Us All (1995). Створення Блекмором і його дружиною - Кендіс Найт, фолк гурту Blackmore's Night призвело до другого розпуску Rainbow у 1997 році. Нове відродження колективу відбулося у 2015 році, після чого вони час від часу виступали наживо протягом наступних кількох років.
Протягом багатьох років у Rainbow змінювалось багато учасників, кожен студійний альбом записувався іншим складом, залишаючи Блекмора єдиним постійним учасником гурту. Окрім гітариста, поточний склад Rainbow включає: вокаліста Ронні Ромеро, Єнса Йоганссона на клавішних, Боба Нуво на басу та Девіда Кіта на барабанах.
Rainbow посіли 90 місце в списку 100 найкращих виконавців хардроку від VH1. Гурт продав понад 30 мільйонів записів по всьому світу.

## Історія

### Передісторія
Група Rainbow утворилася 1975 року, коли гітарист Deep Purple Річі Блекмор об'єднав творчі зусилля з квартетом музикантів з американської групи Elf, заснованої Ронні Діо. Музиканти Elf та Deep Purple були знайомі з 1972 року, коли Роджер Гловер і Ієн Пейс, побувавши на концерті цієї групи в одному з клубів Нью-Йорка, прийшли в захват від почутого. Гловер і Пейс стали продюсерами дебютного альбому Elf, а також запропонували групі зіграти на розігріві у Deep Purple під час їх американського туру. У 1973 році Elf за порадою колег перебралися до Великої Британії, де в той час функціонували найкращі студії та найбільші лейбли, що спеціалізувалися на хардроку. Група записала ще два альбоми, знову з Роджером Гловером як продюсером.
У 1974 році Річі Блекмор поступово розчарувався в Deep Purple. Причиною тому була обстановка, що склалася в групі; намітився у її творчості крен до фанку та соул зумовив наростаючий розлад між Блекмором з одного боку і Ковердейлом та Хьюзом— з іншого. Гітарист Deep Purple про сформовану ситуацію говорив так:

Я не міг винести запису ще одного альбому. Stormbringer був повною нісенітницею. Ми почали занурюватися в цю фанк-музику, чому я не міг перешкодити. Мені дуже це не подобалося. І я сказав: послухайте, я йду, не хочу розвалювати групу, але з мене досить. З команди ми перетворилися в п'ятірку егоцентричних маніяків. Духовно я пішов з групи ще роком раніше [офіційного відходу].
— 
У цей альбом Річі Блекмор хотів включити пісню Стіва Хеммонда «Black Sheep of the Family», але колеги, перш за все, Джон Лорд та Іен Пейс, чинили опір цьому, оскільки не хотіли грати чужий матеріал. Тоді Блекмор вирішив записати цю пісню зі сторонніми музикантами та випустити її як сингл.
Для запису синглу Блекмор запросив Ронні Джеймс Діо, Міккі Лі Соул, Крейга Грабер та Гері Дріскол — музикантів групи Elf, а також віолончеліста Electric Light Orchestra Хью Макдауелла. На другу сторону сорокап'ятки Блекмор планував помістити власну композицію. Текст для неї він, зв'язавшись з Діо по телефону, попросив того написати вже до наступного дня. Діо впорався із завданням, і композиція отримала назву «Sixteenth Century Greensleeves». Запис розпочався 12 грудня 1974 року, у вільний від концертів день в студії «Tampa Bay» під Флориді. Сингл так і не побачив світ, але Блекмору сподобалося працювати з цими музикантами. Більш всього Блекмор був задоволений голосом Діо:

Коли я вперше почув, як співає Ронні, у мене мурашки по спині забігали. Мені не потрібно нічого йому пояснювати. Він співав так, як було потрібно.

Після цього Блекмор запропонував Діо місце вокаліста у своїй майбутній групі. Ронні погодився, але, разом з тим, йому не хотілося розлучатися зі своєю групою. Тоді він переконав Блекмора взяти в групу Соула, Грабер та Дріскол, які брали участь у запису синглу. Примітно, що Роджер Гловер теж пропонував Діо співати у своєму проекті. Ронні спершу дав згоду, але отримавши запрошення від Блекмора, змінив рішення.

### Перший світовий тур та успіх (1975—1978)
Блекмор був незадоволений тим, що брав з собою склад Elf для живих виступів, і тому після того, як Міккі Лі Соул покинув гурт, він звільнив решту учасників, крім Діо, незабаром після запису альбому Ritchie Blackmore's Rainbow, через стиль гри на барабанах Дрісколла та фанкової гри на бас-гітарі Грубера. Блекмор продовжував диктувати персонал до кінця життя гурту, а барабанщик і колишній товариш по групі Рікі Манро зауважив, що "з ним було дуже важко ладнати, тому що ніколи не було відомо, коли він обернеться і скаже: «Тебе звільнили». Блекмор найняв басиста Джиммі Бейна, американського клавішника Тоні Кері та барабанщика Козі Пауелла, який раніше працював з Джеффом Беком і мав певний сольний успіх. Пауелл також дуже сподобався Блекмору через їхню взаємну прихильність до розіграшів.
Цей склад також розпочав перше світове турне гурту, перший виступ якого відбулося в Монреалі 10 листопада 1975 року. Центральним елементом живого виступу гурту була керована комп'ютером веселка з 3000 лампочок(!), яка простяглася на 40 футів (12 з хвостиком метрів) через сцену. Другий альбом, Rising, був записаний у лютому в Musicland. На час європейських виступів влітку 1976 року за Rainbow закріпилася репутація блискучої живої групи. Гурт додав пісню Deep Purple «Mistreated» до свого сет-листа, а довжина пісень була розширена, щоб включити імпровізацію. Кері пригадує, що репетиції матеріалу були досить простими, кажучи: «Ми нічого не працювали, окрім структури, кінцівки… дуже вільної форми, справді прогресивного року». Обкладинку альбому розробив американський фентезі-митець, Кен Келлі, який намалював Тарзана та Конана-варвара.
У серпні 1976 року, після концерту в мерії Ньюкасла, Блекмор вирішив звільнити Кері, вважаючи, що його стиль гри надто складний для групи. Не знайшовши підходящої заміни в такий короткий термін, Кері був швидко відновлений на посаді (і записав кілька партій для наступного альбому Rainbow, Long Live Rock 'n' Roll), але в міру того, як світове турне просунулося до Японії, він виявляв, що регулярно стає одержувачем витівок і гумору Блекмора (Річі любив займатись метанням списа, і одного разу захотів попасти списом в двері, а біля них стояв Кері, і той подумав, що Блекмор захотів його вбити). Пізніше Блекмор вирішив, що Бейн не відповідає стандартам, і звільнив його в січні 1977 року. Кері покинув групу незабаром після того, як втомився від витівок Блекмора. Блекмору, однак, було важко знайти заміну, яка йому подобалася. На клавішних, після прослуховування кількох відомих виконавців, у тому числі Марка Стайна з Vanilla Fudge, Метью Фішера з Procol Harum і колишнього співробітника Curved Air і Roxy Music Едді Джобсона, Блекмор нарешті вибрав канадця Девіда Стоуна з маловідомого гурту Symphonic Slam. Як бас-гітариста Блекмор спочатку обрав Марка Кларка, колишнього учасника Colosseum Джона Хісемана, Uriah Heep і Tempest, але опинившись у студії для наступного альбому «Long Live Rock 'n' Roll», Блекмору настільки не сподобався стиль Кларка, який грає на пальцях, що він звільнив його на місці і сам грав на басі у всіх піснях, крім чотирьох: титульний трек альбому, «Gates of Babylon», «Kill the King» і «Sensitive to Light». Колишнього басиста Widowmaker Боба Дейслі було найнято для запису цих треків, завершуючи наступний склад гурту.
Після релізу та тривалого туру світом в 1977–1978-их роках гітарист вирішив, що він хоче направити групу в новий комерційний напрямок, що віддаляється від теми «меча та чаклунства». Діо не погодився з цією зміною і покинув Rainbow (точніше, йому подзвонили і сказали, що він звільнений).
В інтерв'ю 1979-ого року з Sounds, Блекмор сказав:
|                | "Якби вони були достатньо хорошими, вони б досі були в групі. Я не принижую інших учасників, які були в групі, але ніхто ніколи не покидав Rainbow. Це факт. Не просто протистояння, просто тобі не зовсім вдалося, тобі доведеться зайнятися іншими речами". "Ронні дуже хороший співак- він мені досі подобається -але він став дуже млявим. Я впевнений, що якби він був тут зараз, він би сперечався, але факт полягає в тому, що Ронні не зробив того, що мав би зробити, і він це знає. Протягом останніх двох років я записував рифи, прогресії, давав йому основну мелодію, а він писав текст. Я виявив, що минулого року він насправді цього не робив. Він жалівся про те, що це була «Веселка» Річі Блекмора. І я збираюсь, дивіться, я намагався після трьох років зробити це просто Rainbow, не моя Rainbow." "Коли люди залишають групу, ми не наводимо занадто багато причин, тому що ми не хочемо перешкоджати їхній кар’єрі. Але якщо хтось не витримує свого, я не буду миритися з кимось, хто є другосортним. Я не збираюся вистрибнути на сцену і сказати: «Все добре, пані та панове, я знаю, що вони не дуже хороші, але вони мої друзі», як і більшість груп". "Кілька людей у групі приймали чимало наркотиків і, як наслідок, заснули під час гри, тому що вони гуляли всю ніч. Я дав їм мішок. Це неймовірно, як ці люди реагують. Вони кажуть: «Як смів він зробити це зі мною?», але що вони можуть запропонувати, окрім того, щоб зіграти роль?" |
| — Річі Блекмор | |

### Комерційний успіх (1978—1984)
Блекмор попросив Яна Гіллана, колишнього товариша по Deep Purple, з яким у нього були на час Purple труднощі, замінити Діо, але той відмовив йому (в Гіллана на той час була вже своя група, хоча він запропонував Річі місце гітариста також там), але запросив Річі зіграти з ним на День подарунків в клуб Marquee. І той прийшов, відігравши з ними кілька пісень. Як писав Ян в автобіографії, «Річі пішов так само тихо і дивно, як і прибув, і мине багато часу, перш ніж ми знову зустрінемося». (До речі, Блекмор також приєднався на сцену до Гіллана в 1980 році).
Після серії прослуховувань Грем Боннет, колишній співак/гітарист The Marbles, був прийнятий на роботу. Пауелл залишився, але Дейслі було звільнено, а Девід Стоун покинув групу, щоб його замінив клавішник Дон Ейрі. Спочатку група прослуховувала бас-гітаристів, але за пропозицією Козі Пауелла Блекмор найняв іншого колишнього учасника Deep Purple, Роджера Гловера, як продюсера, басиста та автора текстів. Перший альбом з нового складу, Down to Earth, містив перші значні успіхи гурту в чартах синглів «All Night Long» і «Since You Been Gone» Расса Балларда. У 1980 році гурт виступив хедлайнером першого фестивалю Monsters of Rock у замку Донінгтон в Англії. Проте це був останній концерт Павела в Rainbow: він уже попередив про відхід, оскільки йому не подобалося все більш поп-роковий напрямок Блекмора. Потім, після численних суперечок із Блекмором, Боннет пішов у відставку, щоб зайнятися сольним проектом.
Для наступного альбому Боннета і Павелла замінили американці Джо Лінн Тернер і Боббі Рондінеллі відповідно. Заголовний трек із «Difficult To Cure» був версією Дев'ятої симфонії Бетховена. Альбом породив їх найуспішніший британський сингл «I Surrender» (ще одна пісня Балларда), який посів 3 місце. Після туру підтримки Дон Ейрі пішов через музичні розбіжності, і його замінив Девід Розенталь.
Трек «Jealous Lover» отримав значну популярність на орієнтованих на альбоми рок-радіостанціях США, досягнувши 13 місця в чарті Rock Tracks журналу Billboard. «Jealous Lover», спочатку випущений як B-side до «Can't Happen Here», згодом став титульною піснею до міні-альбому, виданого в США, який містив обкладинку, подібну до Difficult to Cure.
Наступним повноформатним студійним альбомом Rainbow став Straight Between the Eyes. Альбом був більш цілісним, ніж Difficult to Cure, і мав більший успіх у Сполучених Штатах. Гурт, однак, відчужував деяких своїх попередніх шанувальників своїм більш AOR-звучанням. Сингл «Stone Cold» був баладою, яка мала певний успіх (№ 1 у чарті Rock Tracks журналу Billboard), а її відео активно транслювалося на MTV. Успішний тур підтримки повністю пропустив Велику Британію та зосередився на американському ринку. Концерт в Сан-Антоніо, штат Техас, під час цього туру було знято, і отриманий «Live Between the Eyes» також неодноразово показувався на MTV.
У Bent Out of Shape барабанщика Рондінеллі звільнили на користь колишнього барабанщика Balance Чака Бургі. До альбому увійшов сингл «Street of Dreams». Блекмор стверджує на своєму веб-сайті, що відео пісні було заборонено MTV через його нібито суперечливий гіпнотичний відеокліп, але доктор Томас Радекі з Національної Коаліції З Телевізійного Насильства розкритикував MTV за трансляцію відео, що суперечить заяві Блекмора. У результаті туру Rainbow повернулися до Великої Британії, а також до Японії в березні 1984 року, де група виконала «Difficult to Cure» з повним оркестром. Концерт також знімали на відео.
Керівництво Rainbow Thames Talent координувало спроби успішно реформувати Deep Purple MK. II. До квітня 1984 року Rainbow було розпущено. Тодішній останній альбом Rainbow, Finyl Vinyl, був зібраний з живих треків і бі-сайд синглів.

### Відновлення (1993-наш час)
У 1993 році Блекмор покинув Deep Purple назавжди: (через «творчі розбіжності» з іншими учасниками, і реформував Rainbow з новими учасниками, серед яких шотландський співак Дугі Вайт. Група випустила «Stranger in Us All» у 1995 році та розпочала тривале світове турне.
Тур виявився успішним, і шоу в Дюссельдорфі, Німеччина, було професійно знято для телешоу Rockpalast. Це шоу, яке спочатку було масовим бутлегом (і вважалося багатьма колекціонерами найкращим бутлегом Rainbow-епохи), було офіційно випущено Eagle Records на CD та DVD під назвою Black Masquerade у 2013 році. На живих шоу часто змінювалися списки сет-листів, а музичні імпровізації виявилися популярними серед бутлегерів, і багато шоу все ще торгуються більше десяти років потому.
Однак Блекмор звернув увагу на свою давню музичну пристрасть — музику Відродження та Середньовіччя. Після останнього концерту Rainbow в Есб'єрзі, Данія, в 1997 році, Rainbow знову призупинили. Блекмор разом зі своєю партнеркою (а далі і дружиною) Кендіс Найт як вокалісткою сформували гурт Blackmore's Night під впливом Відродження. Приблизно в той самий час, коли було створено Stranger in Us All (1995), вони вже готували свій дебютний альбом Shadow of the Moon (1997).

## Дискографія

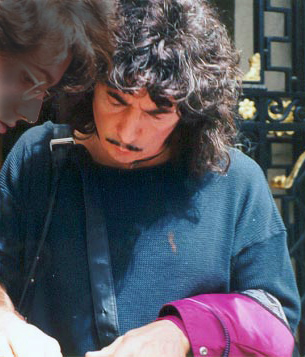
Ritchie Blackmore, 1997

### Студійні альбоми
- 1975: Ritchie Blackmore's Rainbow
- 1976: Rising
- 1978: Long Live Rock 'n' Roll
- 1979: Down to Earth
- 1981: Difficult to Cure
- 1982: Straight Between the Eyes
- 1983: Bent Out of Shape
- 1995: Stranger in Us All

### Міні альбом
- 1981: Jealous Lover

### Живі альбоми
- 1977: On Stage
- 1986: Finyl Vinyl
- 1990: Live in Germany 1976
- 2006: Live in Munich 1977
- 2013: Black Masquerade
- 2018: Memories in Rock II

### Збірки
- 1981: The Best of Rainbow
- 1997: The Very Best of Rainbow
- 2000: 20th Century Masters – The Millennium Collection: The Best of Rainbow
- 2002: Pot of Gold
- 2002: All Night Long: An Introduction
- 2003: Catch the Rainbow: The Anthology
- 2009: Anthology 1975—1984